# キャシー・キートン
キャサリン・"キャシー"・キートン（Kathryn "Kathy" Keeton、1939年2月17日 - 1997年9月19日）は、アメリカ合衆国の雑誌編集者である。『ペントハウス』を創刊したボブ・グッチョーネの長年の協力者であり、後にその妻となった。

## 若年期と初期のキャリア
キートンは南アフリカで生まれ、農場で育った。小児期にポリオの影響を受けた足を鍛えるためにダンスを始めた。奨学金を得てロンドンのサドラーズ・ウェルズ・バレエ団に入ったが、18歳のときに退団し、ナイトクラブで働いた。1959年から1965年にかけて、『寒い国から帰ったスパイ』など4本のイギリス映画にストリッパー役などの端役で出演した。24歳の時には、AP通信が「ヨーロッパで最も高給取りのストリッパーの一人」と呼ぶようになっていた。

## 出版業界でのキャリア
1965年にボブ・グッチョーネと出会って交際を続け、1988年に結婚した。キートンの肩書はジェネラル・メディア・コミュニケーションズ社の社長兼最高執行責任者(COO)だった。キートンは雑誌『ビバ』（1973年）、『オムニ』（1978年）、『ランジェヴィティ』（1989年）を創刊した。また、2冊のノンフィクション、Woman of Tomorrow（明日の女、1986年）とLongevity: The Science of Staying Young（長寿: 若さを保つための科学、1992年）を執筆した。キートンは、アメリカ最高裁の画期的な事件であるキートン対ハスラー・マガジン社事件の原告である。

## 闘病と死
キートンは、乳癌との診断を受けた後、自身の出版物の1つである『ペントハウス』で代替医療についての記事を読んで、硫酸ヒドラジンを使って自分で治療しようとした。キートンは、医師から寿命は6週間と宣告されていたが、自身の治療によって腫瘍が取り除かれるか縮小し、寿命が数年伸びたと主張した。
キートンは腸閉塞の手術からの合併症で、ニューヨーク市において58歳で亡くなった。キートンは、ニューヨーク州スタッツバーグにある夫と共有していたカントリーハウス（現在はローカスト・オン・ハドソンとして知られている）に埋葬された。